# Pyrgomorpha agarena
Pyrgomorpha agarena är en insektsart som beskrevs av Bolívar, I. 1894. Pyrgomorpha agarena ingår i släktet Pyrgomorpha och familjen Pyrgomorphidae.

## Underarter
Arten delas in i följande underarter:
- P. a. agarena
- P. a. zaeriana
- P. a. cyrenaicae